# Arnales
L'Arnales o pic d'Arnales és una muntanya de 3.006 m d'altitud, amb una prominència de 28 m, que es troba al massís de Infierno-Argualas, a la província d'Osca (Aragó).